# Catarina Guarneri
Catarina Guarneri, née vers 1699 et morte vers 1748,  également connue sous le nom de Katarina Rota avant son mariage avec le luthier Giuseppe Guarneri, est une luthière italienne. Carlo Bergonzi II, petit-fils de Giuseppe Guarneri et époux de Cattarina, a attesté que Catarina assistait son mari dans son travail de fabrication de violons. On a par ailleurs retrouvé à l'intérieur de plusieurs violons Guarneri des étiquettes indiquant que les violons avaient été fabriqués par Katarina Guarneri. D'autres violons signés Guiseppe Guarneri ont été achevés posthume, indiquant que Catarina aurait probablement réalisé les finitions. 

## Jeunesse et mariage
Catarina Guarneri est née Katarina Rota à Vienne, mais son nom est enregistré comme Catarina sur plusieurs documents. Il est probable que Rota s'est installée à Crémone avec l'armée impériale autrichienne vers 1707.
En 1722, Rota épouse Giuseppe Guarneri, petit-fils d'Andrea Guarneri et issu d'une longue lignée de luthiers. Katarina Rota devient Catarina Guarneri, emménageant dans une maison du centre de Crémone avec son mari, qui vit avec sa famille jusqu'au mariage.

## Lutherie
Des preuves établissant que Catarina Guarneri aidait son mari dans son atelier :  le musicologue italien Giovanni de Piccolellis mentionne une « Catarina Guarneri » qui aide les Guarneri. De Piccolellis mentionne aussi que Catarina Guarneri est connue pour les étiquettes manuscrites trouvées à l'intérieur de ses violons, et il existe de nombreux enregistrements d'instruments contenant des billets ou des étiquettes avec son nom.

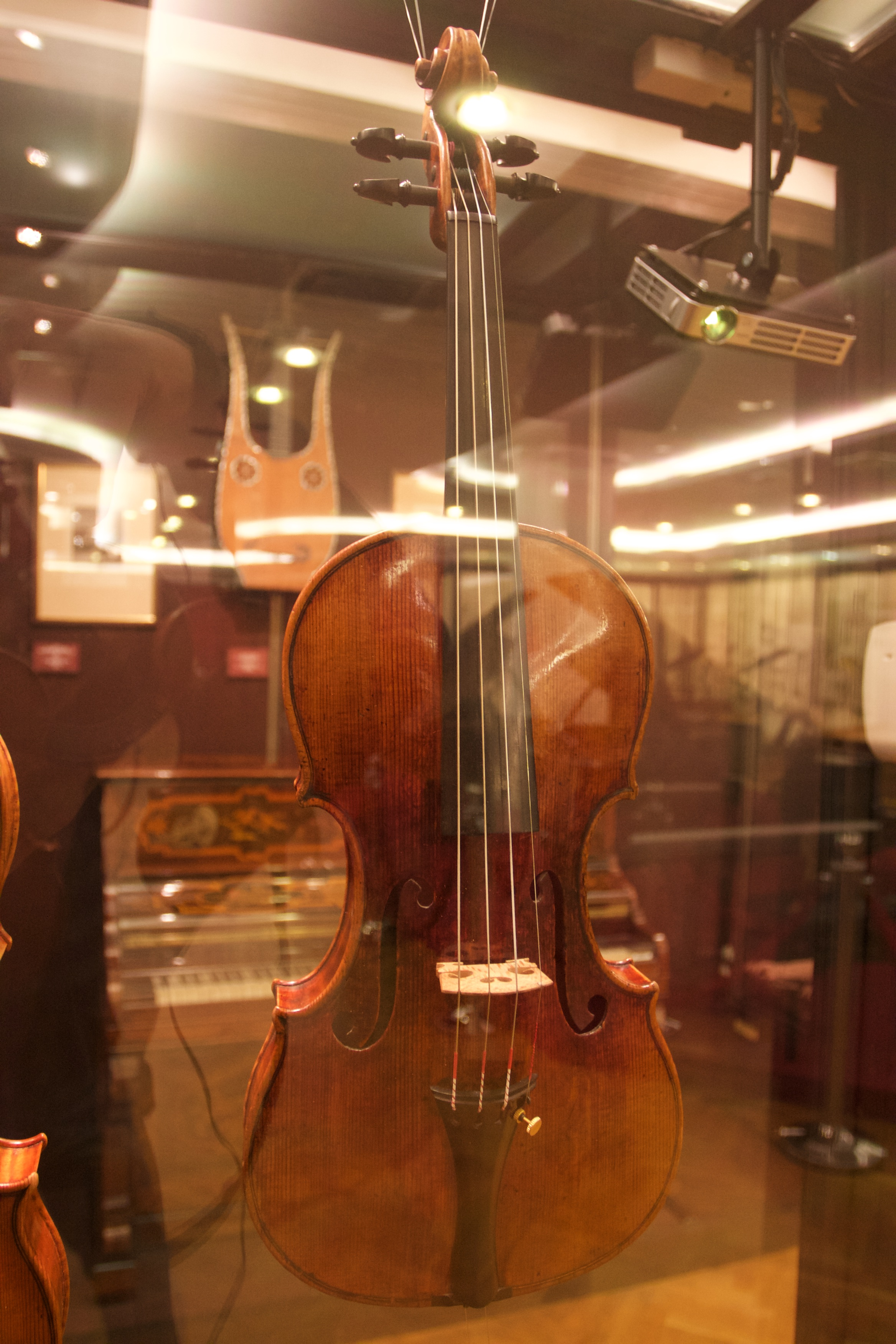
Un violon Guarneri créé en 1742, lorsque Catarina aidait son mari dans sa vie ultérieure

Horace Petherick (en) qui expertise des violons, le mentionne dans l'un de ses livres au sujet d'un alto qu'il a inspecté à Londres. Il écrit que l'alto avait une étiquette à l'intérieur avec l'inscription « Katarina Guarneria fecit Cremone anno 1749 ». Un marchand a également déclaré avoir trouvé deux violons avec des étiquettes similaires. Un luthier de Prague, B. Lanter, aurait également possédé un alto portant l'étiquette « Cat. Guarneri's ». Une autre étiquette un violon à Budapest indique« Katharina Guarneri fecit Cremone anno 1730 ». L'authenticité de ces étiquettes n'est pas confirmée, mais leur existence est notable.

## Après la mort de Giuseppe Guarneri
L'oeuvre de Guiseppe Guarneri présente des différences stylistiques inhabituelles vers la fin de sa vie. On les attribue généralement à ses fils ou à ses apprentis, mais Giuseppe Guarneri n'avait ni fils ni apprentis, ce qui laisse penser que Katarina Guarneri est à l'origine de ces différences.
Après la mort de Giuseppe en 1744, Catarina Guarneri aurait achevé la fabrication de quelques violons partiellement terminés par Guiseppe afin générer des revenus. Cette théorie est corroborée par l'étiquette de 1745 du violon Leduc, qui attribue son nom à Giuseppe à titre posthume,.
Catarina reste à Crémone jusqu'en 1748, date à laquelle elle se remarie et devint Katarina Horak,.

## Hommage et postérité
Un roman de Dodie Bishop publié en 2024 retrace sa vie de manière romancée. Le roman primé de science-fiction féministe de Ryka Aoki Light from Uncommon Stars mentionne également l'histoire de Katarina Guarneri.